# Groupe de NGC 4066
Le groupe de NGC 4066 comprend au moins quatre galaxies situées dans la constellation de la Chevelure de Bérénice. La distance moyenne ces quatre galaxies et la Voie lactée est d'environ 112,2 Mpc (∼366 millions d'al).

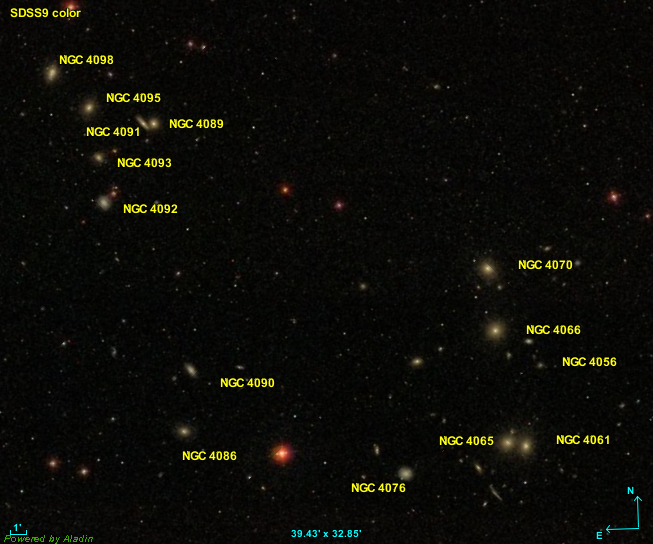
Une région densément peuplée de galaxies.

Comme le montre l'image obtenue des données de l'étude SDSS, cette région de la constellation de la Chevelure de Bérénice est densément peuplée de galaxies. La distance moyenne du groupe de NGC 4066 séparant les quatre galaxies de la liste de Mahtessian de la Voie lactée est de 112,2 Mpc. Six galaxies de cette région auraient pu être incluses dans la liste de Mahtessian, mais elles figurent pas ni dans le groupe de NGC 4066 ni dans un autre groupe de cet article. Ces galaxies sont NGC 4056 (103,2 Mpc), NGC 4086 (99,1 Mpc), NGC 4089 (101,5 Mpc), NGC 4090 (102,4 Mpc), NGC 4093 (100,6 Mpc) et NGC 4095 (99,8 Mpc). Ces galaxies figurent dans les dernières lignes du tableau. La distance moyenne séparant l'ensemble de ces dix galaxies de la Voie lactée est de 111,6 ± 1,6 Mpc (∼364 millions d'al).

## Membres
Le tableau ci-dessous liste les quatre galaxies qui sont indiquées dans l'article d'Abraham Mahtessian publié en 1998 et les six autres galaxies de la région. 
| Nom      | Classification | Type                | α (J2000.0)   | δ (J2000.0) | Vitesse radiale (km/s) | Magnitude apparente | Distance (Mpc) | Diamètre (kal) |
| -------- | -------------- | ------------------- | ------------- | ----------- | ---------------------- | ------------------- | -------------- | -------------- |
| NGC 4061 | E              | Elliptique          | 12h 04m 01.5s | 20° 13′ 56″ | 7330 ± 2               | 13,1                | 112,9 ± 7,9    | 120            |
| NGC 4066 | E              | Elliptique          | 12h 04m 09.4s | 20° 20′ 53″ | 7357 ± 2               | 12,9                | 113,2 ± 7,9    | 153            |
| NGC 4070 | E              | Elliptique          | 12h 04m 11.3s | 20° 24′ 35″ | 7170 ± 1               | 13,1                | 110,5 ± 7,7    | 161            |
| NGC 4098 | S?             | Spirale             | 12h 06m 03.9s | 20° 36′ 22″ | 7296 ± 11              | 13,1                | 112,3 ± 7,9    | 102            |
| NGC 4056 | E              | Elliptique          | 12h 03m 57.8s | 20° 18′ 45″ | 7394 ± 2               | 15,5                | 113,8 ± 8,0    | 65             |
| NGC 4086 | S0             | Lenticulaire        | 12h 05m 29.4s | 20° 14′ 48″ | 7087 ± 2               | 13,6                | 109,2 ± 7,7    | 150            |
| NGC 4089 | E              | Elliptique          | 12h 05m 37.4s | 20° 33′ 21″ | 7225 ± 2               | 13,7                | 111,3 ± 7,8    | 107            |
| NGC 4090 | Sab            | Spirale             | 12h 05m 27.9s | 20° 18′ 32″ | 7301 ± 2               | 13,9                | 112,4 ± 7,9    | 145            |
| NGC 4093 | E? C           | Elliptique compacte | 12h 05m 51.4s | 20° 31′ 19″ | 7131 ± 2               | 14,3                | 109,9 ± 7,7    | 116            |
| NGC 4095 | E              | Elliptique          | 12h 05m 54.2s | 20° 34′ 21″ | 7149 ± 1               | 13,6                | 110,2 ± 7,7    | 154            |

Le site DeepskyLog permet de trouver aisément les constellations des galaxies mentionnées dans ce tableau ou si elles ne s'y trouvent pas, l'outil du site constellation permet de le faire à l'aide des coordonnées de la galaxie. Sauf indication contraire, les données proviennent du site NASA/IPAC.